# Kulik (cráter)
Kulik es un cráter de impacto que se encuentra en el hemisferio norte de la cara oculta de la Luna. El borde exterior de este cráter ha sido fuertemente erosionado, particularmente en el lado norte que está casi completamente cubierto por una pareja de cráteres más pequeños. La pared interior del lado sur también está marcada por un grupo de impactos menores, con pequeños cráteres junto al borde occidental y muescas en la pared interior oriental. El suelo interior carece de rasgos significativos, aunque un pico central de escasa altura se levanta cerca del punto medio.
|  |

Este cráter se encuentra a cerca de un diámetro al sur del cráter Stoletov, y al oeste del gran cráter Fowler. Al oeste se halla Schneller.

## Cráteres satélite
Por convención estos elementos son identificados en los mapas lunares poniendo la letra en el lado del punto medio del cráter que está más cercano a Kulik.
|       | \| Kulik \| Coordenadas \| Diámetro \| \| ----- \| --------------------------------- \| -------- \| \| J \| 40°22′N 151°44′O / 40.37, -151.74 \| 46 km \| \| K \| 38°50′N 151°46′O / 38.83, -151.76 \| 42 km \| \| L \| 40°30′N 153°40′O / 40.5, -153.66 \| 33 km \| |          |
| Kulik | Coordenadas | Diámetro |
| J     | 40°22′N 151°44′O / 40.37, -151.74 | 46 km    |
| K     | 38°50′N 151°46′O / 38.83, -151.76 | 42 km    |
| L     | 40°30′N 153°40′O / 40.5, -153.66 | 33 km    |